# Список брандеров Российского императорского флота

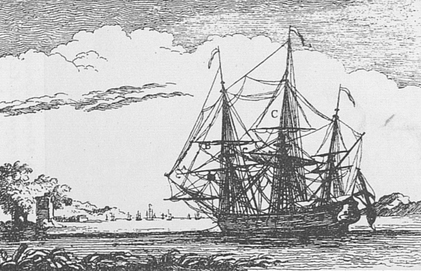
Брандер. Иллюстрация из книги «Военный мореплаватель»

В список включены суда, числившиеся в списках судов Российского императорского флота в качестве брандеров.
Брандеры (от нидерл. brand — огонь) представляли собой суда, нагруженные легковоспламеняющимися либо взрывчатыми веществами, такими как селитра, сера, бочки со смолой. При этом борта, палубы и такелаж этих судов обливались и пропитывались горючей жидкостью для скорейшего распространения пламени. Эти суда предназначались для уничтожения объектов противника путём непосредственного контакта с ним и дальнейшего поджога. Для сцепления с неприятельскими судами на бушприт и реи брандеров навешивались крючья и дреки. Зачастую такие суда направлялись по ветру в сторону противника, а команда покидала их после поджога. В период боевых действий или для проведения отдельных операций в брандеры могли переоборудоваться устаревшие суда, к примеру для уничтожения турецкого флота в Чесменской бухте за сутки до операции в брандеры были переоборудованы 4 старые греческие фелюки.
В составе Российского императорского флота суда данного типа применялись с конца XVII и до середины XIX века.

## Легенда
Список судов разбит на разделы по флотам и флотилиям, внутри разделов суда представлены в порядке очерёдности включения их в состав флота, в рамках одного года — по алфавиту. Ссылки на источники информации для каждой строки таблиц списка и комментариев, приведённых к соответствующим строкам, сгруппированы и располагаются в столбце Примечания.
Таблица:
- Наименование — имя судна.
- Размер — длина и ширина судна в метрах.
- Осадка — осадка судна (глубина погружения в воду) в метрах.
- Верфь — верфь постройки судна.
- История службы — основные места и события.
- н/д — нет данных.

Сортировка может проводиться по любому из выбранных столбцов таблиц, кроме столбцов История службы и Примечания.

## Брандеры Балтийского флота
В разделе приведены брандеры, входившие в состав Балтийского флота России.
| Наименование   | Ор. | Размер | Осадка | Верфь | Вх. | Вых. | История службы | Прим.                         |
| -------------- | --- | --- | --- | --- | --- | --- | --- | ----------------------------- |
| Везувий        | н/д | 19,8 x 5,7 | 2,6 | Сясьская верфь | 1705 | н/д | Принимали участие в Северной войне, в том числе в отражении атак шведской эскадры на Кроншлот летом 1705 года. | [ 3 ] [ 4 ] [ 5 ] [ 6 ] [ 7 ] |
| Этна           | 4 | 19,8 x 5,7 | 2,6 | Сясьская верфь | 1705 | н/д | Принимали участие в Северной войне, в том числе в отражении атак шведской эскадры на Кроншлот летом 1705 года. | [ 3 ] [ 4 ] [ 5 ] [ 6 ] [ 8 ] |
| Бевер          | н/д | 19,8 x 5,2 | н/д | верфь в Селицком рядке | 1705 | 1710 | Принимал участие в Северной войне. Использовалась для защиты острова Котлин и форта Кроншлот, а также сопровождения транспортных судов. | [ 9 ] [ 10 ] [ 11 ] [ 12 ]    |
| Крокодил       | 4 | 19,8 х 5,2 | н/д | верфь в Селицком рядке | 1707 | н/д | Принимал участие в Северной войне. С 1707 по 1709 год стоял в Санкт-Петербурге, а в 1710 года принял участие в Ледовом походе флота к Выборгу. | [ 13 ] [ 14 ] [ 15 ]          |
| Флам           | 4 | 19,8 х 5,2 | н/д | верфь в Селицком рядке | 1707 | н/д | Принимал участие в Северной войне. В 1707 году выходил к Кроншлоту и ходил до Красной Горки, в 1708 году также находился у Кроншлота, а в 1710 года принял участие в Ледовом походе флота к Выборгу.                                                                                          | [ 13 ] [ 16 ] [ 17 ] [ 8 ]    |
| Фур            | 4 | 19,8 х 5,2 | н/д | верфь в Селицком рядке | 1707 | н/д | Принимал участие в Северной войне. В 1707 году выходил к Кроншлоту и до Красной Горки, в 1708 году также находился у Кроншлота | [ 13 ] [ 16 ] [ 8 ] [ 18 ]    |
| Эгель          | 4 | 19,8 х 5,2 | н/д | верфь в Селицком рядке | 1707 | н/д | Принимал участие в Северной войне. С 1707 по 1709 год стоял в Санкт-Петербурге, а в 1710 года принял участие в Ледовом походе флота к Выборгу. | [ 16 ] [ 19 ]                 |
| Дейс           | Сведений о вооружении и конструкции судов, месте и времени их постройки и точном периоде нахождения их в составе флота не сохранилось. | Сведений о вооружении и конструкции судов, месте и времени их постройки и точном периоде нахождения их в составе флота не сохранилось. | Сведений о вооружении и конструкции судов, месте и времени их постройки и точном периоде нахождения их в составе флота не сохранилось. | Сведений о вооружении и конструкции судов, месте и времени их постройки и точном периоде нахождения их в составе флота не сохранилось. | Сведений о вооружении и конструкции судов, месте и времени их постройки и точном периоде нахождения их в составе флота не сохранилось. | Сведений о вооружении и конструкции судов, месте и времени их постройки и точном периоде нахождения их в составе флота не сохранилось. | Сведений о плаваниях судов не сохранилось. | [ 13 ]                        |
| Страмболи      | Сведений о вооружении и конструкции судов, месте и времени их постройки и точном периоде нахождения их в составе флота не сохранилось. | Сведений о вооружении и конструкции судов, месте и времени их постройки и точном периоде нахождения их в составе флота не сохранилось. | Сведений о вооружении и конструкции судов, месте и времени их постройки и точном периоде нахождения их в составе флота не сохранилось. | Сведений о вооружении и конструкции судов, месте и времени их постройки и точном периоде нахождения их в составе флота не сохранилось. | Сведений о вооружении и конструкции судов, месте и времени их постройки и точном периоде нахождения их в составе флота не сохранилось. | Сведений о вооружении и конструкции судов, месте и времени их постройки и точном периоде нахождения их в составе флота не сохранилось. | Сведений о плаваниях судов не сохранилось. | [ 13 ]                        |
| Дерпт          | 28/24 | 26 х 6,2 | 2,7 | Олонецкая верфь | 1710 | н/д | Сведений о плаваниях судов в качестве брандеров не сохранилось. | [ 20 ] [ 21 ]                 |
| Триумф         | 28/24 | 26 х 6,2 | 2,7 | Олонецкая верфь | 1710 | н/д | Сведений о плаваниях судов в качестве брандеров не сохранилось. | [ 20 ] [ 21 ] [ 22 ]          |
| Флигель-де-Фам | 28/24 | 26 х 6,2 | 2,7 | Олонецкая верфь | 1710 | н/д | Сведений о плаваниях судов в качестве брандеров не сохранилось. | [ 20 ] [ 23 ] [ 24 ]          |
| Армонт         | 50 | 34,3 х 9,2 | 4,1 | Сведений о месте постройки судна не сохранилось.                                                                                       | 1734 | 1747 | В 1734 году принимал участие в действиях флота у Данцига. В 1735 использовался для перевозки продовольствия из Риги в Кронштадт. В 1747 году был разобран. | [ 20 ] [ 25 ] [ 26 ]          |
| Митау          | 32 | 37 х 9,5 | 4,6 | Санкт-Петербургское адмиралтейство | 1741 | 1747 | Принимал участие в русско-шведской войне 1741—1743 годов, в том числе в крейсерских плаваниях и перестрелке со шведским флотом у Гангута. По окончании службы был разобран. | [ 20 ] [ 27 ] [ 28 ]          |
| Брильянт       | 30 | Сведений о конструкции судов и местах их постройки не сохранилось.                                                                     | Сведений о конструкции судов и местах их постройки не сохранилось.                                                                     | Сведений о конструкции судов и местах их постройки не сохранилось.                                                                     | 1741 | 1746 | Принимал участие в русско-шведской войне 1741—1743 годов, в том числе в крейсерских плаваниях. В 1745 году выходил в практические плавания в Финский залив. По окончании службы был разобран.                                                                                                 | [ 20 ] [ 29 ]                 |
| Митау          | Сведений о вооружении и конструкции судов не сохранилось.                                                                              | Сведений о вооружении и конструкции судов не сохранилось.                                                                              | Сведений о вооружении и конструкции судов не сохранилось.                                                                              | Соломбальская верфь | 1747 | 1759 | В 1748, 1750, 1754 и 1755 годах использовался для почтового сообщения между Кронштадтом и Данцигом, а в 1752 и 1753 годах — между Кронштадтом и Любеком. Принимал участие в Семилетней войне, в том числе блокаде прусских берегов и крейсерских плаваниях. По окончании службы был разобран. | [ 30 ] [ 13 ]                 |
| Селафаил       | 32 | 36 х 9,6 | 4,3 | Соломбальская верфь | 1758 | 1760 | Принимал участие в Семилетней войне. В 1760 году был разобран в Кронштадте. | [ 20 ] [ 31 ]                 |
| Касатка        | Сведений о вооружении, конструкции судов и местах их постройки не сохранилось.                                                         | Сведений о вооружении, конструкции судов и местах их постройки не сохранилось.                                                         | Сведений о вооружении, конструкции судов и местах их постройки не сохранилось.                                                         | Сведений о вооружении, конструкции судов и местах их постройки не сохранилось.                                                         | 1788 | 1790 | Принимал участие в русско-шведской войне 1788—1790 годов, в том числе в Ревельском сражении и крейсерских плаваниях. 14 (25) июня 1790 года был сорван с якоря сильным ветром и отнесён к шведскому флоту, где был захвачен шведами.                                                          | [ 32 ] [ 33 ] [ 34 ]          |
| Лебёдка        | Сведений о вооружении, конструкции судов и местах их постройки не сохранилось.                                                         | Сведений о вооружении, конструкции судов и местах их постройки не сохранилось.                                                         | Сведений о вооружении, конструкции судов и местах их постройки не сохранилось.                                                         | Сведений о вооружении, конструкции судов и местах их постройки не сохранилось.                                                         | 1788 | н/д | Принимал участие в русско-шведской войне 1788—1790 годов, в том числе в Ревельском и Выборгском сражениях, а также крейсерских плаваниях. | [ 32 ] [ 33 ] [ 34 ]          |

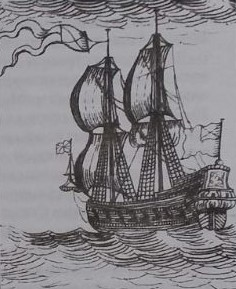
Брандер «Бевер», переоборудованный из одноимённой шнявы

## Брандеры Черноморского флота
В разделе приведены брандеры, входившие в состав Черноморского флота России. Сведений о местах постройки и артиллерийском вооружении этих брандеров не сохранилось.
| Наименование         | Размер                                     | Осадка                                     | Вх.  | Вых. | История службы | Прим.         |
| -------------------- | ------------------------------------------ | ------------------------------------------ | ---- | ---- | --- | ------------- |
| № 1                  | Сведений конструкции судов не сохранилось. | Сведений конструкции судов не сохранилось. | 1790 | 1792 | Принимал участие в русско-турецкой войне 1787—1791 годов, а том числе находился в резерве в Керченском сражении и сражении мыса Тендра. В 1790 году также находился в Севастополе для защиты порта. 5 (16) апреля 1792 года разбился в Сулинском гирле. | [ 32 ] [ 35 ] |
| № 2                  | Сведений конструкции судов не сохранилось. | Сведений конструкции судов не сохранилось. | 1790 | н/д  | Принимал участие в русско-турецкой войне 1787—1791 годов. В 1790 году также находился в Севастополе для защиты порта. | [ 32 ]        |
| № 3                  | Сведений конструкции судов не сохранилось. | Сведений конструкции судов не сохранилось. | 1790 | н/д  | Принимал участие в русско-турецкой войне 1787—1791 годов, а том числе находился в резерве во время Керченского сражения, сражениях у мысов Тендра и Калиакра.                                                                                           | [ 32 ]        |
| Рождество Богородицы | 25,8 x 7                                   | 4                                          | 1806 | 1812 | Принимал участие в русско-турецкой войне 1806—1812 годов, в том числе в штурме и взятии Анапы, а также действиях флота у Трапезунда. В 1808 году стоял в Севастополе, а с 1809 по 1812 год ежегодно выходил в плавания в Чёрное море.                   | [ 32 ]        |
| Николай              | Сведений конструкции судна не сохранилось. | Сведений конструкции судна не сохранилось. | 1807 | н/д  | Принимал участие в русско-турецкой войне 1806—1812 годов, в том числе в действиях флота у Трапезунда. В 1808 и 1809 годах находился в Севастополе, с 1811 по 1816 год там же нёс брандвахтенную службу.                                                 | [ 36 ] [ 37 ] |

## Брандеры Азовской флотилии
В разделе приведены брандеры, входившие в состав Азовской флотилии России. Первые четыре брандера флотилии строились в 1695—1696 годах для Азовского похода. По конструкции эти суда не отличались от галер, строившихся в то время на Преображенской верфи, были оснащены двумя мачтами с косым парусным вооружением и 13 парами вёсел. Собственных наименований брандеры не имели и в списках судов флота числились по фамилиям своих первых командиров.
| Наименование               | Ор.                                                       | Размер                                                    | Осадка                                                    | Верфь                | Вх.  | Вых. | История службы | Прим.               |
| -------------------------- | --------------------------------------------------------- | --------------------------------------------------------- | --------------------------------------------------------- | -------------------- | ---- | ---- | --- | ------------------- |
| Князя Черкаского           | 2                                                         | Сведений конструкции судов не сохранилось.                | Сведений конструкции судов не сохранилось.                | Преображенская верфь | 1696 | н/д  | Принимали участие во втором Азовском походе 1696 года, в том числе в составе отряда шаутбенахта Б. Е. де Лозиера участвовали в блокаде крепости. | [ 1 ] [ 38 ] [ 39 ] |
| Князя Велико-Гагина        | 3                                                         | Сведений конструкции судов не сохранилось.                | Сведений конструкции судов не сохранилось.                | Преображенская верфь | 1696 | н/д  | Принимали участие во втором Азовском походе 1696 года, в том числе в составе отряда шаутбенахта Б. Е. де Лозиера участвовали в блокаде крепости. | [ 1 ] [ 38 ] [ 39 ] |
| Князя Лобанова-Ростовского | Сведений о вооружении и конструкции судов не сохранилось. | Сведений о вооружении и конструкции судов не сохранилось. | Сведений о вооружении и конструкции судов не сохранилось. | Преображенская верфь | 1696 | н/д  | Принимали участие во втором Азовском походе 1696 года, в том числе в составе отряда шаутбенахта Б. Е. де Лозиера участвовали в блокаде крепости. | [ 1 ] [ 38 ] [ 39 ] |
| Капитана Леонтьева         | Сведений о вооружении и конструкции судов не сохранилось. | Сведений о вооружении и конструкции судов не сохранилось. | Сведений о вооружении и конструкции судов не сохранилось. | Преображенская верфь | 1696 | н/д  | Принимали участие во втором Азовском походе 1696 года, в том числе в составе отряда шаутбенахта Б. Е. де Лозиера участвовали в блокаде крепости. | [ 1 ] [ 38 ] [ 39 ] |
| Вулканус                   | 6                                                         | 21,4 x 6,4                                                | 2,9                                                       | Воронежская верфь    | 1702 | 1710 | В 1704 году перешел в Устье. По окончании службы разобран в Таврове.                                                                             | [ 1 ] [ 38 ]        |
| Сулемандр                  | 6                                                         | 21,4 x 6,4                                                | 2,9                                                       | Воронежская верфь    | 1702 | 1710 | В 1704 году перешел в Устье. По окончании службы разобран в Трушкино.                                                                            | [ 1 ] [ 38 ]        |
| Феникс                     | Сведений о вооружении и конструкции судов не сохранилось. | Сведений о вооружении и конструкции судов не сохранилось. | Сведений о вооружении и конструкции судов не сохранилось. | Хоперская верфь      | 1704 | 1709 | В 1704 году перешел в Азов, где и был разобран по окончании службы.                                                                              | [ 1 ] [ 38 ]        |
| 2 брандера без названия    | Сведений о вооружении и конструкции судов не сохранилось. | Сведений о вооружении и конструкции судов не сохранилось. | Сведений о вооружении и конструкции судов не сохранилось. | Хоперская верфь      | 1704 | н/д  | В 1704 году перешли в Азов. | [ 1 ] [ 38 ]        |

### Комментарии
1. ↑  Брандеры капитанов Дагдейла, Гагарина, Мекензи и Ильина. Первые два были потоплены противником, вторые два удалось использовать для подрыва турецких судов.
2. ↑  Или «Монте-Везувий».
3. ↑  Переоборудован из фрегата № 2, построенного в 1702 году.
4. ↑  «Гора Этна» или «Берг Этна».
5. ↑  Переоборудован из фрегата № 1, построенного в 1702 году.
6. ↑  Или «Бобр».
7. ↑  Вскоре после постройки шнява была переоборудована в брандер.
8. ↑  3-фунтовые орудия.
9. ↑  Строились как шнявы, однако после спуска на воду были переоборудованы в брандеры. Все суда построены по одному проекту, тип «Крокодил».
10. ↑  от нидерл. Flame — Пламя.
11. ↑  Или «Фури», от нидерл. vuur — Огонь.
12. ↑  от нем. Igel — Ёж.
13. ↑  Переоборудованы из одноимённых фрегатов, построенных в 1704 году.
14. ↑  Переоборудован из одноимённого линейного корабля, купленного в 1713 году.
15. ↑  Переоборудован из одноимённого фрегата, построенного в 1733 году.
16. ↑  Переоборудован из одноимённого фрегата, захваченного у Франции в 1734 году.
17. ↑  Переоборудован из одноимённого фрегата, построенного в 1746 году.
18. 1 2  Переоборудован из транспорта.
19. ↑  Переоборудованы из транспортных судов.
20. ↑  Переоборудован из одноимённого транспорта.
21. ↑  Или «Святой Николай».
22. ↑  Захвачен у Турции в районе крепости Анапа.
23. 1 2  Брандеры «Вулканус» и «Сулемандр» строились по одному проекту, тип «Вулканус».
24. ↑  Корабельные мастера А. Арианов и А. Корнилисен.
25. 1 2  Брандер «Феникс» и 2 безымянных брандера строились по одному проекту, тип «Феникс».